# Dorpskotten
Der Dorpskotten war ein Schleifkotten im Solinger Stadtteil Wald. Er wurde bereits vor 1939 abgerissen. Heute liegt der Ort brach, teilweise wurde er durch das Regenrückhaltebecken Dorpskotten überbaut.

## Geographie
Die Wüstung Dorpskotten befindet sich in einer Talsohle des Lochbachtals im Grenzgebiet zwischen Wald, Mitte und Merscheid. Der Kotten befand sich an der nördlichen Uferseite des Lochbachs südlich der Schloßstraße und östlich der Wohnsiedlung an der Egmontstraße. Auf dem Höhenrücken im Süden befindet sich die Hofschaft Höhe. Im Osten liegen Büschberg, die Scheider Mühle und das Dültgenstal. Im Norden befinden sich der evangelische Friedhof Wiedenkamper Straße sowie Mummenscheid.

## Etymologie
Der Dorpskotten hat seinen Namen von seinem Erbauer, P. Wilhelm Dorp.

## Geschichte
Am 21. März 1854 beantragte P. Wilhelm Dorp, der bereits Eigentümer der angrenzenden Scheider Mühle und des Locher Kottens war, bei der Stadt Wald den Neubau eines weiteren Kottens zwischen den beiden vorgenannten Orten im Lochbachtal. Die Konzession erteilte Bürgermeister Hammesfahr am 4. Oktober 1854. In der Topographischen Karte des Regierungsbezirks Düsseldorf von 1871 ist der Kotten hingegen nicht verzeichnet. Der Ort gehörte zur Bürgermeisterei Wald innerhalb des preußischen Kreises Solingen.
Im Gemeindelexikon für die Provinz Rheinland von 1888 werden für Dorpskotten zwei Wohnhäuser mit sieben Einwohnern angegeben. 1895 besaß der Ortsteil ebenfalls zwei Wohnhäuser mit sieben Einwohnern, 1905 werden ein Wohnhaus und drei Einwohner angegeben.
Mit der Städtevereinigung zu Groß-Solingen im Jahre 1929 wurde der Dorpskotten ein Teil Solingens. Bereits vor 1939 wurde der Kotten niedergelegt. An seiner Stelle entstanden die Betriebsgebäude der Firma Lauterjung, die dort industriell tätig wurde. Vor 1990 wurden auch die Gebäude der Firma Lauterjung abgerissen. Zwischen Juli 2003 und Juli 2003 entstand auf dem Areal durch die Entsorgungsbetriebe Solingen das Regenrückhaltebecken Dorpskotten.